# Coccoloba yaracuyensis
Coccoloba yaracuyensis är en slideväxtart som beskrevs av Richard Alden Howard. Coccoloba yaracuyensis ingår i släktet Coccoloba och familjen slideväxter. Inga underarter finns listade i Catalogue of Life.